# Битва під Копичинцями
Битва під Копичинцями — битва, що відбулася в ході Національно-визвольної війни (1648–1657) під проводом Богдана Хмельницького поблизу міста Копичинці 12 травня 1651 року. З одного боку виступили козаки та кримськотатарське військо на чолі з осавулом Демком Лизовцем та полковником канівським Семеном Савичем, а з іншого — поляки Мартина Калиновського. Бій завершився перемогою поляків.

## Передумови
У січні 1651 року Богдан Хмельницький розпочав наступ на Брацлавщину. Проти нього виступили польські війська на чолі з Мартином Калиновським. Внаслідок перемоги у Красненській битві поляки змогли просунутися та захопити деякі фортеці Брацлавщини. На початку березня 1651 року розпочалася облога Вінниці, після якої поляки були змушені відступити. Калиновський отримав від короля Яна II Казимира наказ об'єднатися з польськими силами у Сокалі. Тим часом Богдан Хмельницький вирушив з 80 тисячами козаків і татар на Тернопіль, а сорокатисячне військо осавула Лизовця й полковників Джалалія та Савича рушили навздогін польського війська. Тим часом у війську Калиновського розпочався голод.
10 травня військо Лизовця, Джалалія та Савича перейшло Серет й очікувало на прибуття сил Хмельницького, які такі і не прибули. Тоді вони рушили на Кам'янець. Не заставши там польського війська, Филон Джалалій розпочав облогу міста, а Лизовець і Савич рушили далі навздогін поляків. Вони наздогнали їх 12 травня під Копичинцями, де й відбулася битва.

## Хід битви
Козацькі сили становили близько 40 тисяч осіб. Сили поляків становили близько 12 тисяч осіб.
Мартин Калиновський, командувач польського війська, розділив свої сили на три частини. Дві з них розмістилися у засідці. Завдяки діям Олександра Конецпольського та Марека Собеського польські війська змогли перемогти.
Втрати польської сторони становили близько 6 тисяч осіб, а козацько-татарської — кілька тисяч осіб, зокрема бей перекопський.